# Ombrocharis
Ombrocharis là một chi thực vật có hoa trong họ Hoa môi (Lamiaceae).

## Loài
Chi Ombrocharis gồm các loài: